# RKV FC Sithoc
El RKV FC Sithoc es un club de fútbol de las Antillas Neerlandesas ubicado en Muizenberg, Willemstad, isla de Curazao. El club fue fundado en 1942 y actualmente participa en la Primera División de la Liga de Curazao.

## Palmarés

### Torneos Nacionales
- Campeonato de las Antillas Neerlandesas (9):

1960, 1961, 1962, 1990, 1991, 1992, 1993, 1995, 1999
- Liga de Curazao: (9):

1961, 1962, 1986, 1989, 1990, 1991, 1992, 1993, 1996

## Participación en competiciones de la Concacaf
- Campeonato de Clubes de la CFU: 1 aparición

Campeonato de Clubes de la CFU 2000 - Primera Ronda, Etapa de grupos (Región Caribe) Organizada Por  Joe Public F.C. en Trinidad y Tobago.
- Copa de Campeones de la Concacaf: 8 apariciones

Copa de Campeones de la Concacaf 1962 - Semifinal - Eliminado por  Comunicaciones (3-1 en el resultado global).
Copa de Campeones de la Concacaf 1963 - Primera Ronda (Región Caribe) - Eliminado por  Racing Club Haïtien (4-1 en el resultado global).
Copa de Campeones de la Concacaf 1981 - Tercera Ronda (Región Caribe) - Eliminado por  Robinhood (5-1 en el resultado global).
Copa de Campeones de la Concacaf 1990 - Segunda Ronda (Región Caribe) - Eliminado por  Excelsior (6-1 en el resultado global).
Copa de Campeones de la Concacaf 1991 - Primera Ronda (Región Caribe) - Eliminado por  Capoise (4-3 en el resultado global).
Copa de Campeones de la Concacaf 1992 - Tercera Ronda (Región Caribe) - Eliminado por  Aiglon du Lamentin (3-3 (2-4 penales).
Copa de Campeones de la Concacaf 1993 - Segunda Ronda (Región Caribe) - Eliminado por  Robinhood (4-2 en el resultado global).
Copa de Campeones de la Concacaf 1994 - Segunda Ronda (Región Caribe) - Eliminado por  Newtown United (3-0 en el resultado global).